# Illilten
Illilten (în arabă اليلتين) este o comună din provincia Tizi Ouzou, Algeria.
Populația comunei este de 9.142 de locuitori (2008).